# Emàtia
Emàtia (en grec antic: Ἠμαθίη, llatí: Emathia) era un districte de Macedònia situat entre Peònia i Tràcia i al costat de Pièria.
Suposadament era la seu original del temènides d'Edessa. El país era regat per l'Haliacmó. Disposava de tres fortaleses, les modernes Vérnia, Niaústa, i Vodena. Segons Justí la van habitar els brigis, un poble traci, expulsat pels temènides. Heròdot situa els jardins reials de Mides al peu de les muntanyes Bermios, és a dir a la comarca de Berea. Homer, que no parla de Macedònia, si que parla en canvi d'Emàtia, relacionada amb Pièria de Tràcia, com a territoris importants.
Després de la conquesta romana Emàtia es va incloure a la tercera regió de Macedònia.
Les ciutats principals d'Emàtia eren: Berea de Macedònia, Cítion, Eges, Edessa, Cirros, Mieza, Almòpia, Europos, Atalanta, Gortínia i Idomene.